# Evi Sachenbacher-Stehle
Evi Sachenbacher-Stehle (nacida como Evi Sachenbacher, Traunstein, RDA, 27 de noviembre de 1980) es una deportista alemana que compitió en esquí de fondo. 
Participó en cuatro Juegos Olímpicos de Invierno, entre los años 2002 y 2014, obteniendo en total cinco medallas: dos en Salt Lake City 2002, oro en la prueba de relevos (junto con Manuela Henkel, Viola Bauer y Claudia Künzel) y plata en velocidad individual, plata en Turín 2006, en el relevo (con Stefanie Böhler, Viola Bauer y Claudia Künzel), y dos en Vancouver 2010, oro en velocidad por equipo (con Claudia Nystad) y plata en el relevo (con Katrin Zeller, Miriam Gössner y Claudia Nystad).
Ganó seis medallas en el Campeonato Mundial de Esquí Nórdico entre los años 1999 y 2009.

## Palmarés internacional
| Juegos Olímpicos   | Juegos Olímpicos                | Juegos Olímpicos  | Juegos Olímpicos     |
| Año                | Lugar                           | Medalla           | Prueba               |
| ------------------ | ------------------------------- | ----------------- | -------------------- |
| 2002               | Salt Lake City (Estados Unidos) | Medalla de oro    | Relevo 4 × 5 km      |
| 2002               | Salt Lake City (Estados Unidos) | Medalla de plata  | Velocidad individual |
| 2006               | Turín (Italia)                  | Medalla de plata  | Relevo 4 × 5 km      |
| 2010               | Vancouver (Canadá)              | Medalla de oro    | Velocidad por equipo |
| 2010               | Vancouver (Canadá)              | Medalla de plata  | Relevo 4 × 5 km      |
| Campeonato Mundial |                                 |                   |                      |
| Año                | Lugar                           | Medalla           | Prueba               |
| 1999               | Ramsau (Austria)                | Medalla de bronce | Relevo 4 × 5 km      |
| 2003               | Val di Fiemme (Italia)          | Medalla de oro    | Relevo 4 × 5 km      |
| 2003               | Val di Fiemme (Italia)          | Medalla de plata  | 10 km                |
| 2007               | Sapporo (Japón)                 | Medalla de plata  | Velocidad por equipo |
| 2007               | Sapporo (Japón)                 | Medalla de plata  | Relevo 4 × 5 km      |
| 2009               | Liberec (República Checa)       | Medalla de plata  | Relevo 4 × 5 km      |